# Бірвліт
Бірвліт (нід. Biervliet) — місто в нідерландській провінції Зеландія. Входить до муніципалітету Тернезен.
Його площа становить 21,34 км², а населення станом на 2021 рік складало 1 550 осіб.
До 1970 року мало статус окремого муніципалітету.

## Галерея

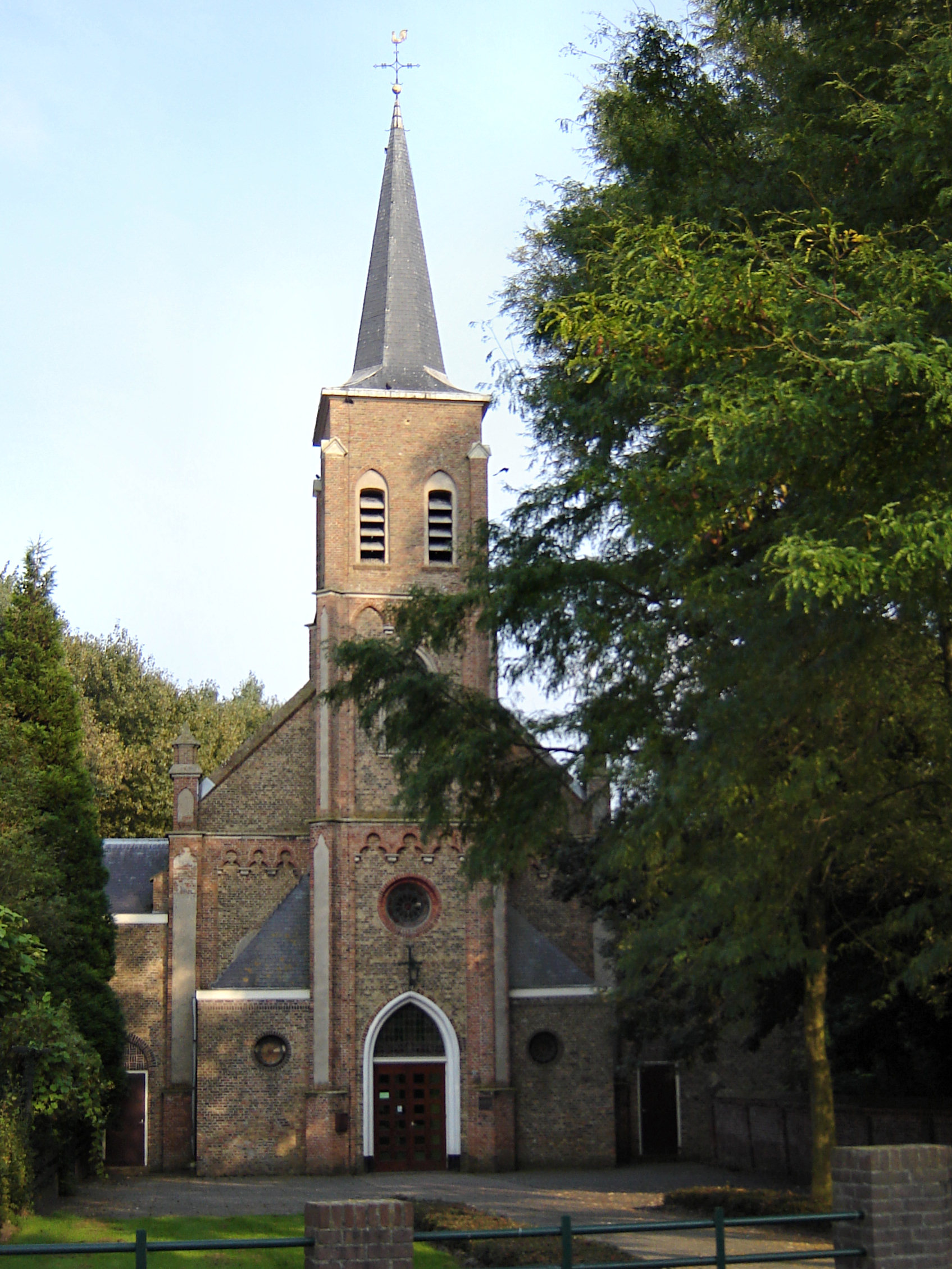
Міська церква
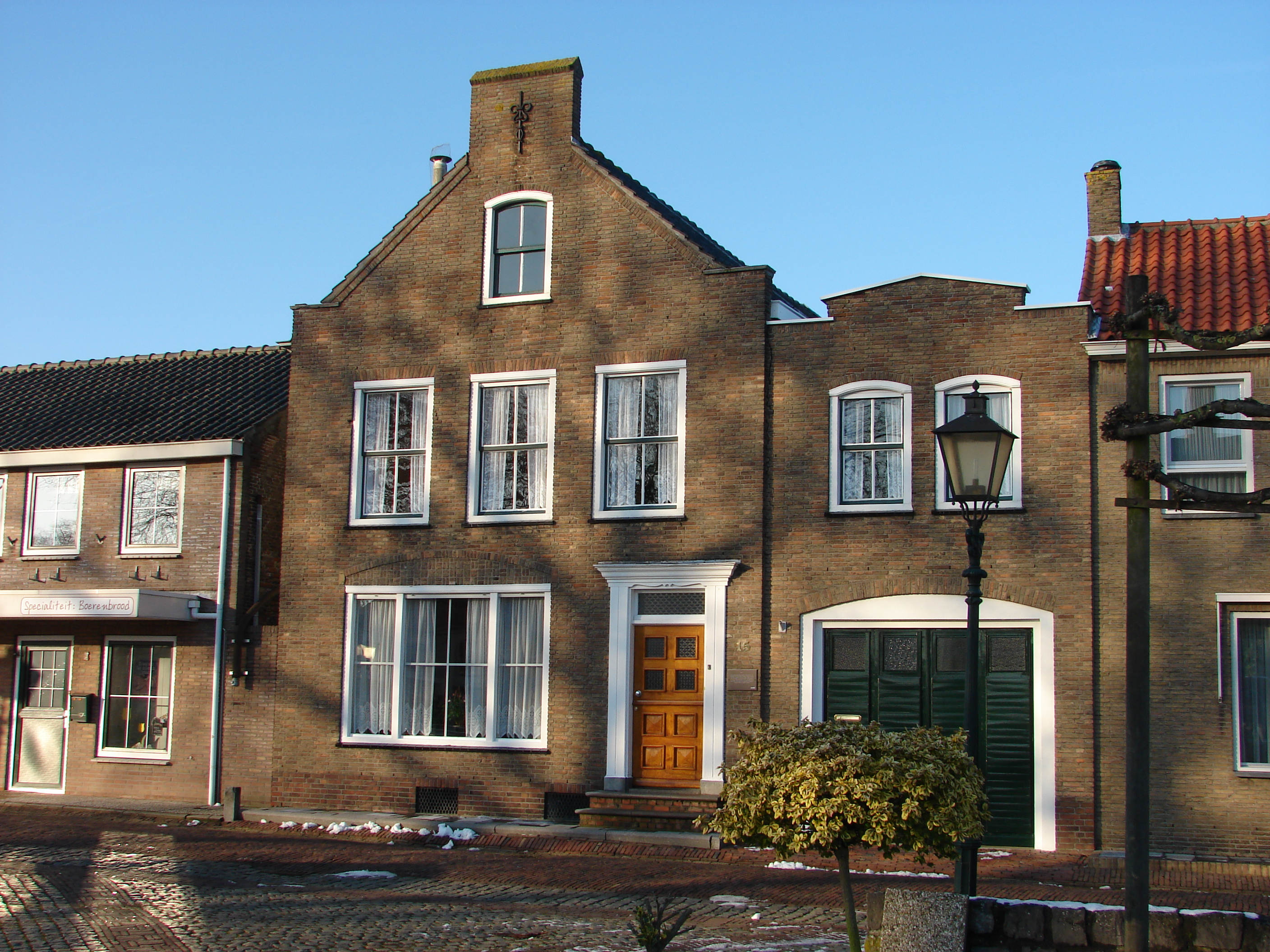
Будинок у Бірвліті
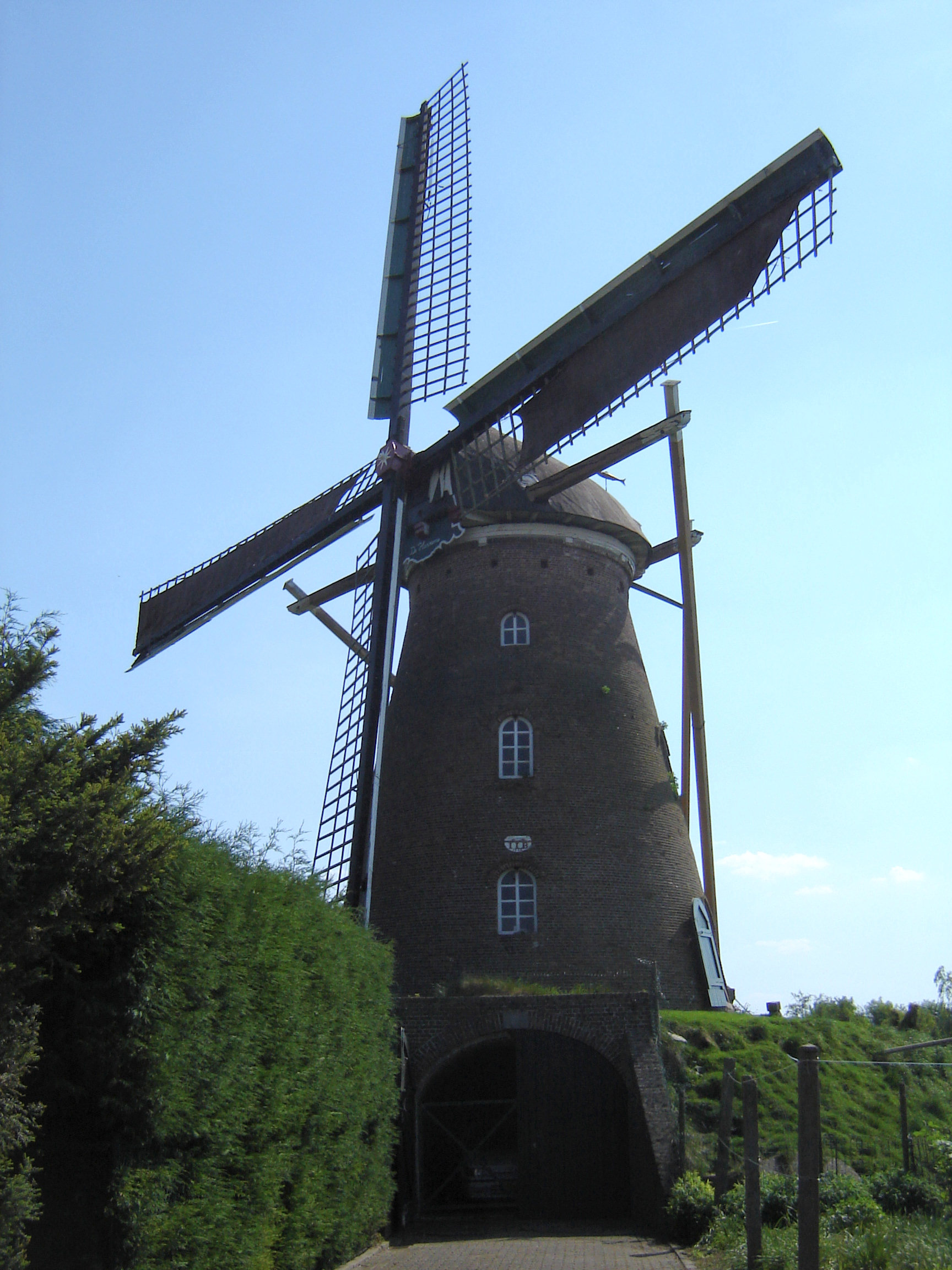
Вітряк De Harmonie
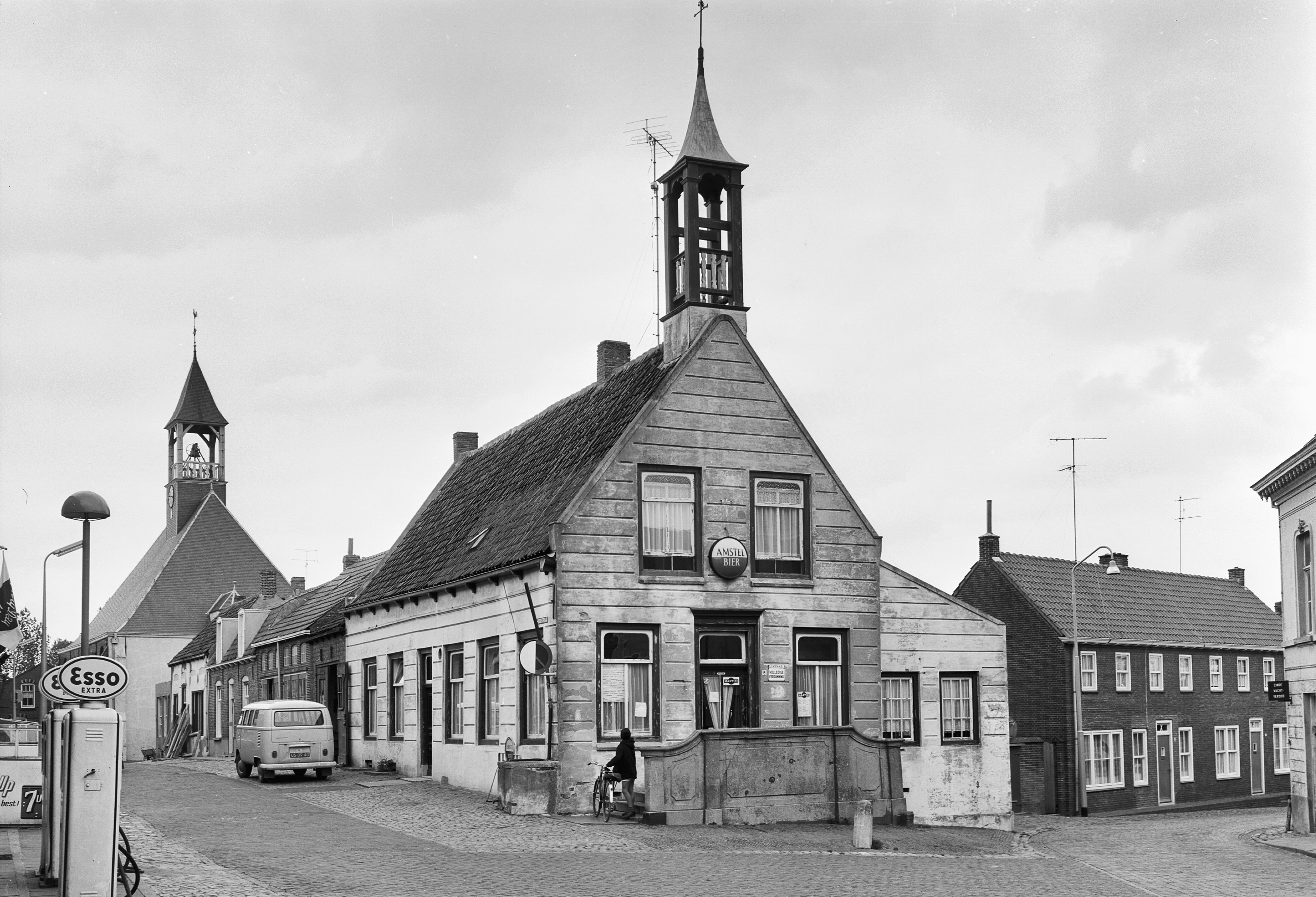
Будівля колишньої мерії (1967)